# Gordana Siljanovska-Davkova
Gordana Siljanovska-Davkova (em macedônio/macedónio:  Гордана Сиљановска-Давкова; nascida em 11 de maio de 1953) é uma professora universitária de direito e jurista da Macedônia que é a sexta presidente da Macedônia do Norte desde maio de 2024. Foi candidata às eleições presidenciais de 2019, perdendo para Stevo Pendarovski no segundo turno. Ela concorreu novamente nas eleições presidenciais de 2024 e derrotou Pendarovski por uma vitória esmagadora em uma eleição de revanche. Ela é a primeira mulher presidente da Macedônia do Norte.

## Infância e educação
Gordana Siljanovska-Davkova nasceu em 11 de maio de 1953, em Ohrid, Iugoslávia (atual Macedônia do Norte). Concluiu o ensino primário e secundário em Escópia, capital do país. Ela se formou na Faculdade de Direito da Ss.Cyril and Methodius University of Skopje em 1978, onde também recebeu seu mestrado. Ela defendeu sua tese, intitulada Autogoverno Local - Entre as Normas e a Realidade, na Universidade de Ljubljana e obteve seu doutorado em 1994.

## Carreira
Tornou-se professora assistente de sistemas políticos na Faculdade de Direito de Escópia em 1989 e professora associada de direito constitucional e sistemas políticos em 1994. Tornou-se professora titular em 2004 e, desde então, ministra cursos sobre direito constitucional, sistemas políticos e sistemas políticos contemporâneos e autogoverno local. Foi membro da Comissão Constitucional da Assembleia da República da Macedónia (1990–1992) e ministra sem pasta no primeiro gabinete de Branko Crvenkovski (1992–1994). Ela também foi especialista da ONU e vice-presidente do Grupo de Governo Autônomo Local Independente do Conselho da Europa. É autora de cerca de 200 artigos científicos sobre direito constitucional e sistema político.
Na conferência do VMRO-DPMNE em Struga, ela foi indicada como candidata do partido nas eleições presidenciais de 2019. Após sua nomeação, ela prometeu que, se vencesse, iniciaria um segundo referendo e devolveria o antigo nome ao país. Ela foi derrotada por Stevo Pendarovski.
Siljanovska concorreu novamente à presidência nas eleições de 2024. Desta vez, ela derrotou o titular Pendarovski por ampla margem e tornou-se a primeira mulher a ser eleita presidente da Macedônia do Norte.
Poucos dias antes da sua tomada de posse, Siljanovska pronunciou-se a favor da revisão do Acordo de Boa Vizinhança com a Bulgária de 2017 e contra a inclusão dos búlgaros na constituição do país, condição sem a qual a Macedónia do Norte não pode tornar-se membro da União Europeia. Nesta ocasião, o primeiro-ministro em exercício búlgaro, Dimitar Glavchev, afirmou que a Bulgária não fará mais compromissos com a Macedônia do Norte. O presidente búlgaro Rumen Radev respondeu que é necessário alterar a constituição da Macedônia do Norte e respeitar os direitos dos búlgaros, bem como pôr fim ao discurso de ódio contra a Bulgária naquele país.

## Presidência
Siljanovska foi empossada como presidente em 12 de maio de 2024. Durante o seu discurso inaugural, ela prometeu “feminizar” e “europeizar” o país e enfatizou o papel das mulheres na Macedónia do Norte. No entanto, ela causou polêmica quando se referiu ao seu país como "Macedônia", em vez de seu nome oficial de "Macedônia do Norte". Isto levou a embaixadora grega, Sophia Philippidou, a sair em protesto. O Ministério das Relações Exteriores grego disse posteriormente que as ações de Siljanovska eram uma violação do Acordo de Prespa e colocavam em risco as relações entre os dois países, bem como a adesão da Macedônia do Norte à União Europeia, enquanto o primeiro-ministro Kyriakos Mitsotakis chamou as observações de “ilegais e inaceitáveis”.

## Vida pessoal e opiniões
De 2017 a 2018, como figura pública, ela se opôs à adoção da lei de extensão da língua albanesa. Ela considera o acordo de Prespa assinado entre a Grécia e a Macedônia do Norte para resolver o litígio sobre a designação da Macedônia uma "violação da legislação nacional" e uma "grave violação dos direitos humanos coletivos e individuais dos cidadãos da Macedônia". Ela é contra o Acordo de Boa Vizinhança assinado com a Bulgária, que Davkova considera não recíproco, e é contra o reconhecimento dos búlgaros na Macedônia do Norte como uma minoria étnica oficial, que é um requisito estabelecido pela UE para que o país se torne um membro do bloco.